# Franz Bechler
Franz Bechler (* 3. Juni 1950 in Karlsruhe) ist ein ehemaliger deutscher Handballspieler. 

## Sportliche Karriere
Franz Bechler trat 1969 in den TV Malsch ein. Nach vier Bundesligajahren beim TSV Rintheim wechselte er zur TuS Hofweier, wo er in sechs Jahren zum Nationalspieler und deutschen Vizemeister in der Spielzeit 1978/79 wurde. Nach Ende seiner Aktivenlaufbahn kehrte Franz Bechler zum TV Malsch zurück und beteiligte sich an der Kampagne „Spielst Du mit?“ des Deutschen Handballbunds (DHB).